# Итальянское экономическое чудо
Итальянское экономическое чудо (итал. Miracolo economico italiano) — период быстрого экономического роста в Италии между серединой 1950-х и серединой 1970-х, в ходе которого экономика страны из аграрно-индустриальной превратилась в одну из наиболее индустриализированных в мире и вошла в число мировых лидеров.

## Предпосылки
Из Второй мировой войны Италия вышла в числе наиболее пострадавших и разрушенных европейских стран. «Il boom» являет собой модернизацию экономики и её развитие до уровня одной из самых больших экономик мира. Двигателями экономического бума послужили предвидение и экономическая смекалка итальянских предпринимателей, а также обнаружение месторождений метана и гидрокарбонатов на Паданской равнине, что дало толчок к новому развитию чёрной металлургии. Подъёму итальянской выплавки стали способствовала также помощь обеспокоенных силой Итальянской коммунистической партии и близостью восточного блока США, оказывавшаяся в соответствии с планом Маршалла и направлявшаяся на восстановление основных отраслей промышленности. Главной целью этих вливаний было развитие индустриальных отраслей экономики до такого уровня, который позволил бы им быть конкурентоспособными на пространстве Общего рынка.

## Период экономического чуда
С начала 1950-х годов Италия вступила в период исключительно быстрого индустриального развития, обгоняя по темпам среднегодового прироста производства промышленной продукции все европейские страны, а в мировом масштабе уступая лишь Японии.
В 1959, 1960, 1961 и 1962 годах экономический рост достиг соответственно 6,4 %, 5,8 %, 6,8 % и 6,1 % ВВП. В период 1957-го —1960-х годов средний годовой прирост промышленного производства составлял 31,4 %. Ещё более впечатляющий рост показывали следующие отрасли:
- автомобилестроение — 89 %,
- точное машиностроение — 83 %,
- производство искусственных волокон — 66,8 %[1].

Итого, за период с 1953 года по 1962 год объём промышленного производства в Италии вырос втрое.
Корейская война (1950—1953) и связанная с производством танков и самолётов потребность в стали придали дополнительное ускорение итальянскому индустриальному и экономическому росту. С 1964 года в среднем рост составлял 8 % ежегодно, а в наиболее развитых индустриальных городах Севера (Милан, Генуя, Турин) развитие шло ещё более быстрыми темпами. Основной продукцией стали:
- модная одежда и обувь (в основном, Милан),
- печатные машинки (Olivetti)
- стиральные машины (Indesit, Ariston)
- автомобили (Alfa Romeo, Lamborghini, Maserati, Ferrari, Fiat),
- оборудование (Danieli, Sidel, Sorin Group),
- бензин (ENI, ERG, Saipem).

Италия начала стабилизировать импорт и экспорт. Экономический рост был настолько впечатляющим, что даже президент США Джон Ф. Кеннеди высоко оценил динамику итальянской экономики во время обеда с президентом Италии Антонио Сеньи в Риме.

## Механизм экономического чуда
Этот рывок был совершен благодаря крупным капиталовложениям в ключевые отрасли производства, позволившим коренным образом обновить их. Капиталовложения такого масштаба оказались под силу прежде всего наиболее мощным, занимавшим командные позиции в соответствующих отраслях компаниям, которые осуществляли их как за счёт собственных средств, так и с помощью доставшихся преимущественно им кредитов по плану Маршалла (в том числе 35 % этих кредитов получил автомобильный концерн ФИАТ, 40 % — несколько корпораций, господствовавших в электроэнергетике, и т. д.). Тому, что широкие промышленные круги выступили в авангарде широкой модернизации производства, способствовала уверенность в будущем капитализма и демократического строя в Италии, вернувшаяся к «капитанам индустрии» после разрыва антифашистского единства.
Для перевооружения промышленности активно использовались рычаги государственного вмешательства в экономику. Сохранился и продолжал играть важную роль в долгосрочном кредитовании промышленности созданный при фашизме государственный Институт промышленной реконструкции («ИРИ»). С открытием в Италии запасов нефти была учреждена государственная компания «ЭНИ» (Национальное управление жидкого топлива), целиком взявшая в свои руки новую отрасль промышленности — нефтехимическую. Государственные капиталовложения составили в 1952—1953 гг. 41 % всех инвестиций, а в 1959 году только на долю Института промышленной реконструкции и «ЭНИ» приходилось 30 % их общей массы.

## Географические особенности распределения влияния промышленного чуда
Интенсивное развитие промышленности вызвало массовую миграцию в город сельского населения, особенно из южных областей. Правительственная аграрная реформа не привела к созданию в Меццоджорно (на Юге) сколько-нибудь значительного слоя жизнеспособных крестьянских хозяйств, хотя в 50-е годы именно на это шла львиная часть инвестиций по линии специально учреждённой Кассы Юга (размер государственных инвестиций в земельную реформу за 12 лет составил 638 млрд лир, к этой сумме следует добавить расходы самих получателей земель, примерно 15 % от суммы государственных инвестиций). Большая часть наделов, отдававшихся крестьянам, были мелкими и средними, и, не выдерживая конкуренции со стороны крупных товарных агропредприятий, быстро приходили в упадок. Немало крестьян, получивших землю, забрасывали свои наделы и переселялись в город. Постоянно располагая огромным резервом рабочих рук, итальянские предприниматели имели возможность удерживать заработную плату в промышленности на уровне более низком, чем в других странах ЕЭС, и за счёт этого сокращать издержки производства и усиливать конкурентоспособность своих товаров.
Резкое усиление промышленного потенциала Севера происходило при продолжающемся отставании аграрного Юга. В зоне Меццоджорно в этот период возникали отдельные островки металлургической, химической, нефтеперерабатывающей промышленности. Предприятия этих отраслей никак не были связаны с местной хозяйственной средой («соборы в пустыне»), их размещение отвечало не потребностям самой южноитальянской экономики, а интересам промышленных гигантов Севера.

## Социальные последствия
Всего на протяжении 1950—1960-х годов из деревни ушло 1.8 млн человек, в городах Севера начиналась ложная урбанизация, они обрастали множеством трущобных пригородов при наличии в самих городах множества пустующих квартир, продававшихся по недоступным рабочим ценам.
В 1951—1961 годах в условиях благоприятной экономической конъюнктуры средний почасовой заработок промышленных рабочих вырос на 20 %, но такой рост заработной платы далеко не соответствовал увеличению затрат их физической и нервной энергии в результате широкого внедрения промышленно-конвейерного производства.

## Окончание экономического чуда
Преобразованную экономическим чудом Италию стали называть страной «неокапитализма». Но неотъемлемыми аспектами «неокапиталистической» действительности были и традиционно свойственные Италии региональные диспропорции и глубокие социальные противоречия. Нефтяной кризис 1973 года временно остановил экономический бум, вызвав резкий рост инфляции и увеличение стоимости энергоносителей (Италия чрезвычайно сильно зависит от импорта нефти и природного газа). Этот экономический спад продолжался до середины 1980-х.